# 前畑停留場
前畑停留場（日语：／ Maehata teiryūjō */?），是位於愛知縣豐橋市前畑町，豐橋鐵道東田本線的電車站。車站編號為8。

## 歷史
- 1925年（大正14年）12月25日 - 電車站啟用。

## 電車站構造
電車站位於共用軌道上，設有2面2線的相對式月台（設有安全島，千鳥式月台）。此站往東田坂上一方為向上斜坡區間，東田方向的月台是建於斜坡中。

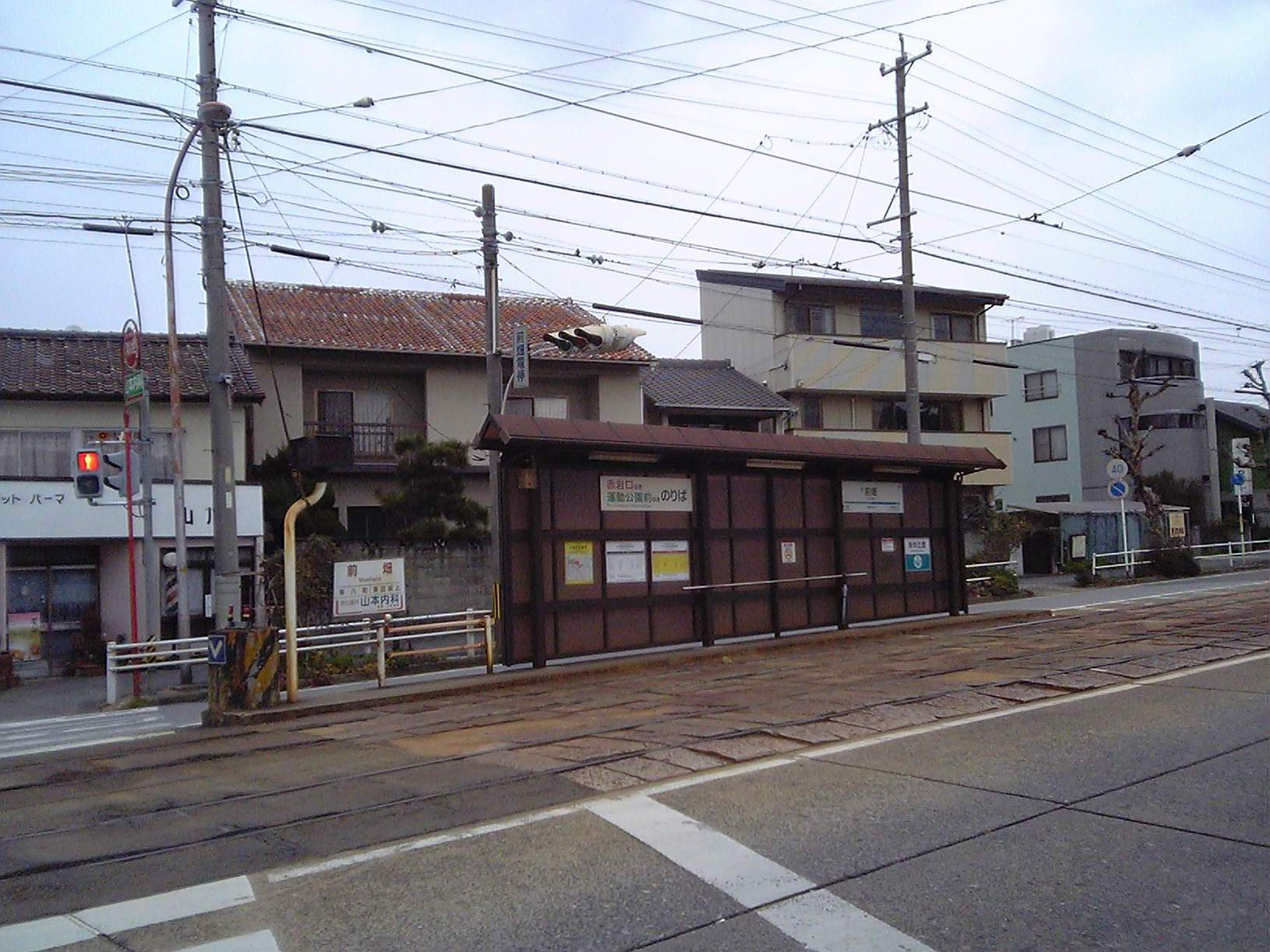
赤岩口、運動公園方向的乘車處（2010年1月）
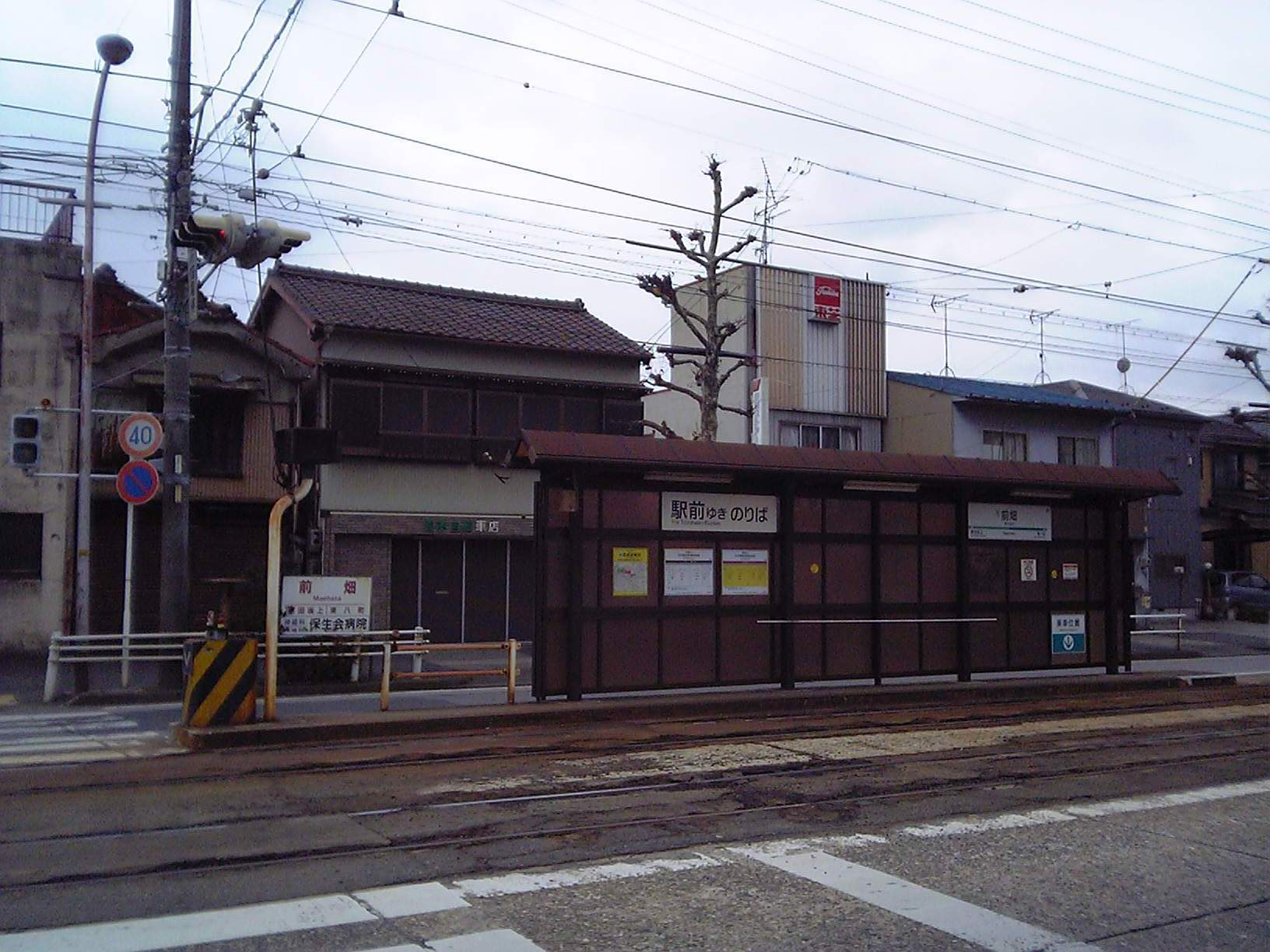
豐橋站前方向的乘車處（2010年1月）

## 電車站周邊
- 豐橋市立旭小學（日语：豊橋市立旭小学校）
- 多米街道（日语：多米街道）
- 市電通

## 使用狀況
在從西邊的東八町停留場至東邊，均設有普通住宅區。因此前畑停留場周邊的當地市民會使用此站。

## 其他
- 大塚製藥《維生素碳酸 MATCH》（2014年） 的廣告在此站拍攝。但是，電車站名改為「廣瀨」。廣告中由廣瀨愛麗絲和廣瀨鈴出演[1]。

## 相鄰電車站
豐橋鐵道
東田本線
東八町（7）－前畑（8）－東田坂上（9）

## 注腳
1. ↑   （页面存档备份，存于）（日語） 於Youtube廣告片段